# Chamaescilla
Chamaescilla là một chi thực vật có hoa trong họ Xanthorrhoeaceae. Trước năm 2016 nó được coi là thuộc họ Asparagaceae.
Các loài trong chi này có các lá sát gốc giống như cỏ và các rễ củ. Các hoa có 6 cánh (mỗi cánh có 3 gân) và 6 nhị. Quả nang chứa hạt màu đen, bóng.

## Các loài
Chi này chứa 3 loài
- Chamaescilla corymbosa (R.Br.) Benth. - Tây Australia, Nam Australia, Victoria và Tasmania.[8]
- Chamaescilla gibsonii Keighery - Tây Australia
- Chamaescilla spiralis (Endl.) Benth., với các lá sát gốc uốn cong.[9] - Tây Australia

## Hình ảnh

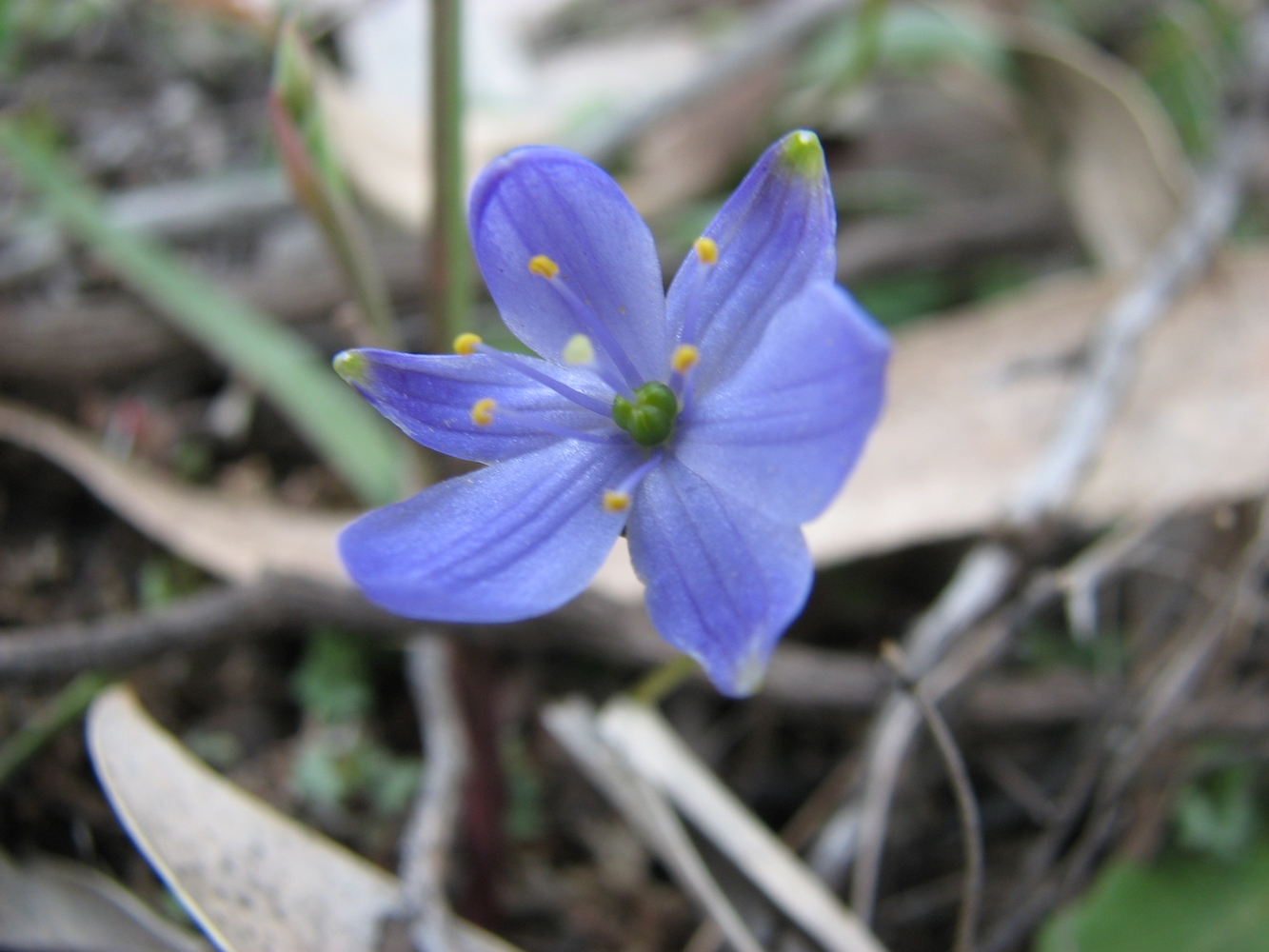
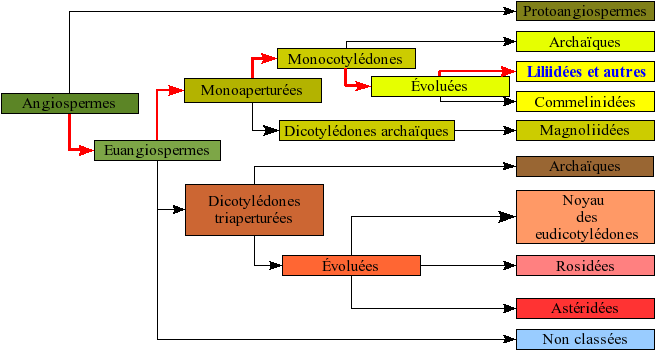